# Walter Niemann
Walter Rudolph Niemann (Amburgo, 10 ottobre 1876 – Lipsia, 17 giugno 1953) è stato un compositore, arrangiatore e critico musicale tedesco.

## Biografia
Figlio del compositore nonché virtuoso del piano Rudolph Niemann (1838-1898), Niemann nacque ad Amburgo. Suo zio Gustav Adolph Niemann
(1843-1881) era stato un violinista e un'importante figura musicale ad Helsinki. Waltern Niemann studiò con Engelbert Humperdinck durante la sua giovinezza a Lipsia. Entrò poi nel Conservatorio di Lipsia dove fu un allievo di Carl Reinecke. Proseguì gli studi per il dottorato in musicologia all'Università di Lipsia sotto Hugo Riemann e Hermann Kretzschmar, ottenendo il dottorato nel 1901. La sua tesi di laurea fu sulle prime legature e sulla notazione mensurale.
Niemann iniziò lavorando come insegnante ad Amburgo, quindi come editore del Neue Zeitschrift für Musik a Lipsia dal 1904 al 1906.
Dal 1907 fino al 1917 fu scrittore e critico per il Neueste Nachrichten a Lipsia. Negli stessi anni insegnò anche al conservatorio di Amburgo. Nel 1927, H.Albert, sul lustriertes Musiklexikon,definì Niemann come "Il più importante compositore per pianoforte oggi, colui che ha compreso come creare una musica allo stesso tempo raffinata e colorata, sebbene spesso sconfini nella musica da salotto."

## Lavori
Le composizioni di Niemann comprendono 189 numeri d'opera di cui più di 150 sono scritti per pianoforte solo, soprattutto brani di carattere. Ha inoltre composto una sonata per violino, diverse composizioni per orchestra, e alcune musiche da camera. Niemann è stato uno dei pochissimi compositori tedeschi ad esplorare l'Impressionismo. I suoi lavori sono caratterizzati dall'essere colorati e esoticizzanti, e i titoli riflettono interesse per il passato ("Dal tempo di Watteau", "Sanssouci", "porcellana di Meissen"), e oggetto esotico nei titoli poetici ("Antica Cina, Op. 62", "Il giardino delle orchidee,Op. 67").
Il suo libro "Maestro di pianoforte: passato e presente", pubblicato nel 1919, è considerato un classico. Niemann ha inoltre scritto celebri biografie di compositori. La sua biografia su Brahms enfatizza le radici del compositore originario del nord della Germania a spese del ritiro Viennese e del liberalismo. Come recensore è stato schietto nella sua critica di compositori "patologici" e "piacevoli ai sensi", come Richard Strauss, Mahler e Schönberg, ed è stato minacciato nel 1910 con una causa per diffamazione dal compositore Max Reger. Ha elogiato i compositori nazionalisti ed influenzati dalla musica folk come Pfitzner, Sibelius, ed Edward MacDowell, ed è stato influente nel rendere famosi in Germania compositori scandinavi. A seguito della seconda guerra mondiale, il punto di vista artistico di Niemann (e conseguentemente il suo lavoro) sono in disgrazia.

## Composizioni
| Opera | Anno | Titolo                                                 | Note |
| ----- | ---- | ------------------------------------------------------ | --- |
| 6     | 1908 | Meissner Porzellan                                     | |
| 46    | 1926 | Im Kinderland: 19 ganz leichte Klavierstücke           | |
| 59    |      | Masken: 20 Charakterstücke                             | |
| 60    | 1919 | Piano Sonata No. 1 "Romantic"                          | A-minor |
| 62    | 1919 | Alt China: 5 Traumdichtungen                           | 1. Die Glocken der Pagode/2.Chinesiche Nacthtigall, etc.                                                                                                   |
| 73    |      | Präeludium, Intermezzo und Fugue                       | |
| 80    |      | Die Jahreszieten. 21 Charakterstücke nach Hermann Bang | |
| 81    |      | 4 Balladen                                             | F-minor, E-minor, Eb-Major, G-minor |
| 98    |      | 2 kleine Sonaten                                       | d-minor, e-minor |
| 102   | 1925 | Kleine Suite "Suite miniature"                         | |
| 106   |      | Introduction und Toccata                               | |
| 107   | 1926 | Hamburg. 13 Charakterstücke                            | 1. Haften/2. Spuk/3.Elternhaus/4. Disput /5. Matrosen/6. AD 1600/7. Brahms/8. Alter Michel/9. Drehorgel/10. Laterne/11. St. Pauli/12. Mondnacht/13. Hymnus |
| 108   |      | Pavane und Gavotte                                     | |
| 109   |      | Galante Musik: 6 Stücke                                | 1. Präludium/2.Sarabande/3.Gavotte/4. Gigue/5. Menuett/6. Rigaudon                                                                                         |
| 111   |      | Menuett und Bourreé                                    | |
| 118   | 1930 | Variationen                                            | |
| 146   | 1936 | Kleine Variationen über eine alt-irische Volksweise    | |

## Scritti principali
- Die Musik Skandinaviens (Lipsia, 1906)
- Edvard Grieg: Biographie und Würdigung seiner Werke (Lipsia, 1908)
- Das Nordlandbuch (Weimar, 1909)
- Die Virginalmusik (Lipsia 1919)
- Die Musik der Gegenwart und der letzten Vergangenheit bis zu den Romantikern, Klassizisten und Neudeutschen, Schuster & Loeffler (5-8 printings), Berlino 1913, 303 pagine.
- Das Klavierbuch, kurze Geschichte d. Klaviermusik u. ihrer Meister, d. Klavierbaues u. d. Klavierliteratur. Mit Tab. über d. Klavierbau u. e. Übersicht über d. Klavierliteratur. Callwey, Munich 1907, 1930 (13 ristampe).
- Meister des Klaviers, die Pianisten der Gegenwart und der letzten Vergangenheit. Schuster & Loeffler, Berlino 1919, 1921 (14 ristampe).
- Brahms (Lipsia 1920, 15th edizione 1933; traduzione in inglese nel 1929).
- Mein Leben fürs Klavier. Autobiography, Ed. Gerhard Helzel, Staccato-Verlag, Düsseldorf 2008

## Fonti
- "Biography of Walter Niemann", Bach Cantatas Website